# Regions històriques de Suècia

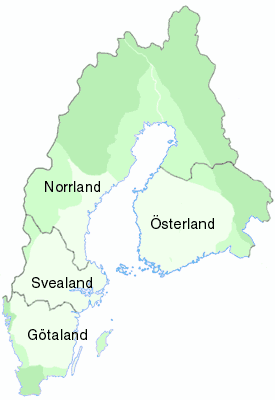
Divisió històrica de Suècia (quan incloïa l'actual Finlàndia) en quatre terres.

Les regions històriques de Suècia (en suec landsdelar, «trossos del país») són quatre grans àrees en què tradicionalment es dividien les possessions dels reis de Suècia (però sense cap mena de valor administratiu). Com que fins a començaments del segle xix l'actual Finlàndia formava part de Suècia, els seus territoris també són inclosos dind d'aquesta divisió regional.
Les regions eren:
- Götaland
- Svealand
- Österland
- Norrland

Götaland («Terra dels Gots») correspon al sud de la Suècia actual, mentre que a sobre seu, Svealand (regió d'Estocolm i fins a la frontera amb Noruega) era vista com el bressol de Suècia. A l'altra banda del Bàltic, Österland («Terra de l'est») correspon a l'actual sud de Finlàndia (les costes meridionals de les quals foren colonitzades per escandinaus suecs). Norrland («Terra del Nord») correspon a la regió (poc poblada, i en tot cas no majoritàriament per escandinaus) tant al nord de Svealand com d'Österland.